# 마성린
마성린(馬聖麟, 1727년 ∼ 1798년)은 조선의 문신, 서예가이다. 본관은 장흥(長興). 자는 성희(聖羲), 호는 미산(眉山)이다. 관직은 첨지중추부사(僉知中樞府事)를 역임하였다.

## 생애
1727년 3월 28일 조선 한성부 황화방 대정동(大貞洞, 지금의 서울특별시 중구 정동)에서 태어났다.
11세에 김순간·정택주 등과 함께 인왕산 누각동(현 누상동, 누하동)에서 글을 배웠고, 중인 자제들과 함께 글을 지었다. 15세에 한성만의 6녀와 혼인한 뒤 유괴정사(柳槐精舍)에서 글씨 공부를 했다. 10여 년의 글씨 공부로 마성린은 명필로 널리 알려졌다. 마성린은 호조 서리였던 5대조 마시봉(馬時鳳), 내수사에서 근무한 증조부 마점석(馬點碩)과 아버지 마수한(馬壽漢) 등 가계의 경제력을 바탕으로 한평생 시와 글씨를 쓰며 살 수 있었던 것으로 추정된다.
18세에 필운동으로 이사했고, 인왕산에 살던 겸재 정선(鄭敾)에게 산수화를 배웠다. 마성린은 《안화당사집》이란 문집에서 “선생님의 제자로 10년 있었는데 하도 대필을 많이 시켜 힘들어서 그만두었다”라고 기록하였다. 조선 시대 화가 중에 정선은 다작을 남긴 작가이기 때문에 아직까지도 대필 논란이 있다. 19세에 필운동 입구의 처갓집 노조헌(老棗軒)에서 글과 글씨를 썼으며, 이때부터 인왕산의 여러 명승지에서 백사(白社)라는 시사 모임이 7∼8년 동안 이어졌다.
43세에 필운대 아래로 이사하고 집을 지어 안화당(安和堂)이라고 하였다. 이후에도 마성린은 인왕산 부근에서 모여 글을 짓고 살았다. 51세에는 신한평이나 김홍도 등과 함께 강희언의 집에서 그림을 그리거나 화제(畵題)를 썼다. 52세였던 1778년 9월 14일에 김순간의 집인 시한재(是閑齋)에서 이효원, 최윤창 등과 함께 모여 놀았고, 이를 《청유첩》(淸遊帖)으로 기록하였다.
58세에 다시 승문원으로 들어가 근무했다. 1791년에 천수경의 초청을 받은 이래로 백사 동인들이 송석원시사와 교류하였다.